# Europasaurus
Europasaurus („Evropský ještěr“) byl rod velmi malého sauropodního dinosaura, který žil v období svrchní jury (asi před 154 miliony let) na území dnešního severního Německa. Europasauři patřili k nejmenším známým sauropodním dinosaurům vůbec, a to i přesto, že v dospělosti vážili kolem 1 tuny a měřili na délku přes 6 metrů. I když byli tzv. trpasličími sauropody, v současném světě by patřili naopak k největším suchozemským živočichům.

## Popis
Tento dinosaurus byl na poměry sauropodů pouhým "trpaslíkem" – dosahoval délky jen kolem 6 metrů (objevené exempláře včetně mláďat měří jen 1,7–6,2 m) a byl kolem 750 přes rovných 1000 až po 1050 kilogramů těžký. Je tak příkladem ostrovního nanismu, tedy malých rozměrů coby přizpůsobení se omezeným zdrojům potravy a prostoru.
Výzkum stavby mozku a vnitřního ucha tohoto sauropoda prokázal, že se jednalo o nekrmivý (prekociální) druh. S výjimkou mnohem menších tělesných rozměrů tedy tento druh sauropoda téměř nic neodlišovalo od jeho mnohem větších příbuzných.
Podle odborné práce, publikované v srpnu roku 2024, mohly být konce čelistí tohoto sauropoda opatřeny jakýmsi pevným keratinovým pokryvem, podobným (nebo dokonce homologickým k) "ramfotéce" u ptáků a některých neptačích teropodů.

## Systematické zařazení
Europasaurus byl pravděpodobně blízce příbuzný obřím brachiosauridním sauropodům, jako byl Brachiosaurus nebo Giraffatitan, vývojem se však postupně zmenšil. Žil zřejmě na jakémsi pásu ostrovů, nacházejících se na severu dnešní Evropy v období pozdní jury.